# Aster pyrenaeus
Aster pyrenaeus là một loài thực vật có hoa trong họ Cúc. Loài này được Desf. ex DC. mô tả khoa học đầu tiên năm 1805.